# John Ocklind

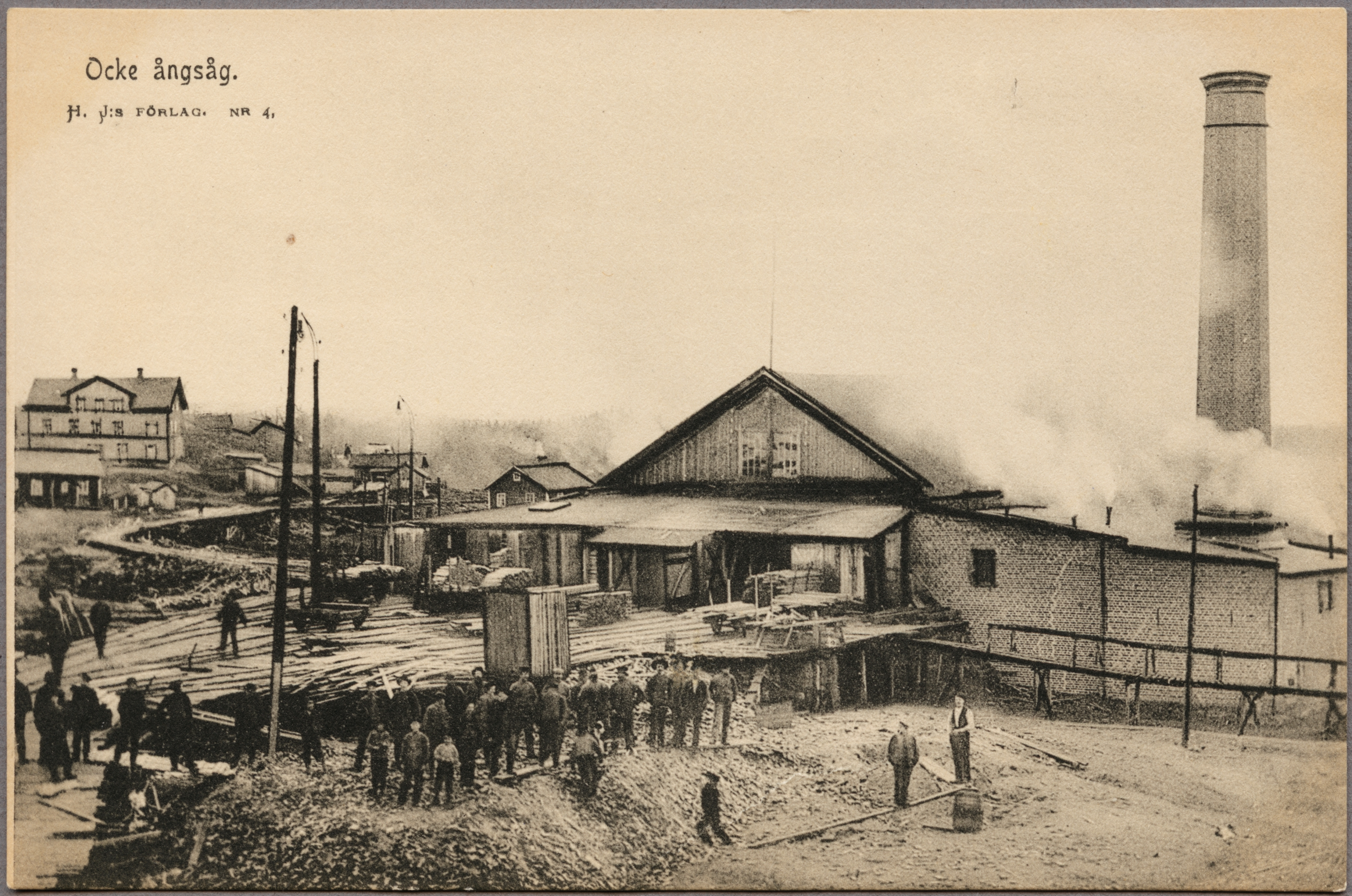
Ocke ångsåg, omkring 1905

John Emanuel Ocklind, född 16 maj 1899 i Överocke i Mörsils församling, Jämtlands län, död 22 januari 1980 i Ocke, var en svensk företagare i Jämtland.
John Ocklind var son till hemmansägaren och handlaren Jon Ocklind och Carin Maria Ocklind. Han gick på läroverket i Östersund och praktiserade därefter på företag i Hamburg i Tyskland och London i Storbritannien. Han var disponent vid AB Mattmars snickerifabrik 1908–1926 och övertog 1926 Ocke ångsåg och bildade AB Ocke ångsåg. 
År 1930 övertog John Ocklind och förvaltaren på Fäviken Bernhard Mona (1885–1973) Huså herrgårds egendomar av norska Verdals bruk. Tillsammans köpte de 1934 också Fäviken. John Ocklind lade därmed grunden till det idag familjeägda skogsföretag, som äger 17.000 hektar skog i Jämtland, bland annat 14.740 hektar skogsmark i Åre kommun.
Han var också chef för Övre Indalsälvens Flottningsförening.